# Sitio de Buenos Aires
Se denomina sitio de Buenos Aires al cerco militar impuesto entre el 6 de diciembre de 1852 y el 13 de julio de 1853 a la Ciudad de Buenos Aires por las fuerzas milicianas de fortines situados al sur del Río Salado del Sur (hoy en día el territorio donde se hallaban dichos fortines forma, políticamente, parte del interior de la Provincia de Buenos Aires). Los militares de esos fortines eran en su mayoría federales y, por tanto, leales al Partido Federal. Ese sitio de los fortines o fuertes fue reforzado por fuerzas militares provenientes de la Confederación Argentina.
Las fuerzas sitiadoras se oponían a la política del Estado de Buenos Aires, que por la revolución del 11 de septiembre de 1852 se había separado de la Confederación Argentina, en rechazo a los términos del Acuerdo de San Nicolás, que regulaban las condiciones en que sería sancionada la Constitución Argentina de 1853. En concreto, Buenos Aires se oponía a perder la preeminencia que había tenido desde fines del siglo anterior sobre las demás provincias argentinas, debido a su puerto.

## Buenos Aires, ciudad sitiada
Pese a su importancia política y estratégica, y a la cantidad de guerras exteriores y guerras civiles en que su gobierno se vio envuelto a lo largo del siglo XIX, la ciudad de Buenos Aires fue sitiada en pocas ocasiones. Las principales razones de esto se deben a que la mayor parte de las guerras civiles argentinas se lucharon con fuerzas preponderantemente de caballería, arma que no resulta muy útil para establecer sitios sobre ciudades. Por otro lado, en medio de una llanura semidespoblada, la Ciudad de Buenos Aires resultaba muy difícil de defender frente a un ataque masivo de tropas bien armadas y decididas.
La primera vez que Buenos Aires fue sitiada ocurrió fue durante las Invasiones Inglesas, entre el 3 y el 5 de julio de 1807. La segunda vez fue durante la revuelta del coronel Manuel Pagola, entre el 1.º. y el 5 de octubre de 1820. La ciudad fue sitiada por tercera vez durante la dictadura de Juan Lavalle por las tropas de Juan Manuel de Rosas, entre el 27 de abril y el 26 de agosto de 1829. Y también fue sitiada entre el 11 de octubre y el 4 de noviembre de 1833, durante la revolución de los Restauradores.
Con posterioridad al sitio de 1852, la ciudad sería sitiada dos veces más: la primera, entre el 30 de octubre y el 11 de noviembre de 1859, entre la llegada de los vencedores de la segunda Batalla de Cepeda y la firma del Pacto de San José de Flores. El último sitio de Buenos Aires ocurrió durante la crisis militar que llevaría a la Federalización de Buenos Aires, entre el 17 de junio y el 1 de julio de 1880.
No obstante, por su importancia histórica y por su duración, el principal sitio de Buenos Aires recordado en la Historia de la Argentina fue el ocurrido durante los años 1852 y 1853.

## Antecedentes
Tras su independencia, la Argentina permaneció muchos años sin regirse sin una constitución, e incluso sus poderes nacionales desaparecieron casi por completo. Desde 1831 en adelante, la preeminencia del Partido Federal y del gobernador de la Provincia de Buenos Aires, Juan Manuel de Rosas impidió la sanción de una constitución, lo que le permitió conservar privilegios políticos y económicos, sobre todo por el uso exclusivo de la recaudación de la Aduana porteña, principal fuente de ingresos fiscales del país.

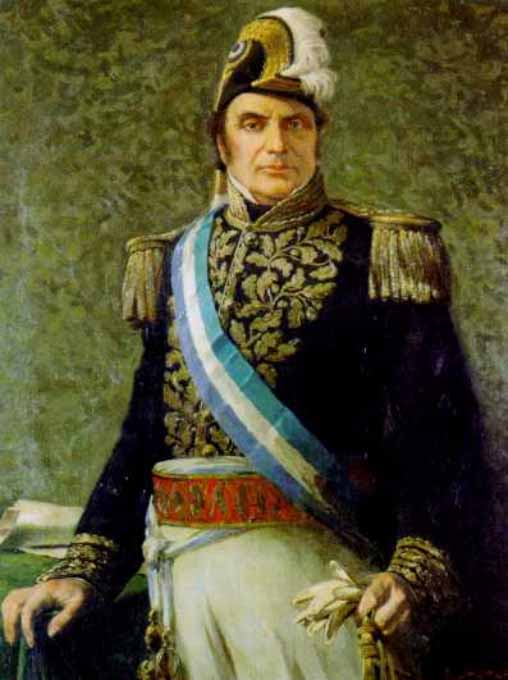
Justo José de Urquiza derrotó a Rosas en Caseros y asumió como Presidente de la Confederación Argentina, de la que no formaba parte la provincia de Buenos Aires, que formó un estado aparte.

Una alianza de sectores de los dos partidos tradicionales, los unitarios y los federales del interior, dirigida por Justo José de Urquiza, gobernador de la provincia de Entre Ríos, derrotó a Rosas en la batalla de Caseros, el 3 de febrero de 1852. Todos los grupos vencedores pretendían restablecer las instituciones nacionales a través de una constitución, pero los unitarios – y no pocos federales – porteños pretendían conservar la hegemonía de Buenos Aires por medio del control sobre la sanción de la constitución.
El Acuerdo de San Nicolás, que establecía la forma de la sanción de la futura Constitución, establecía tres puntos que atacaban el predominio de Buenos Aires: en primer lugar, el Poder Ejecutivo era ejercido provisionalmente por Urquiza, con poderes muy extensos. Además, la Constitución sería sancionada por un Congreso alejado de la Ciudad de Buenos Aires – en Santa Fe – y con dos representantes por cada provincia, en lugar de la representación proporcional a la población que pretendía la provincia más poblada, Buenos Aires. Por último, la Aduana era nacionalizada.
La Sala de Representantes porteña – dominada por los liberales, antes llamados unitarios – rechazó el Acuerdo. Urquiza consideró esa medida como anárquica, y cerró la legislatura; poco después asumió personalmente la gobernación de la provincia.

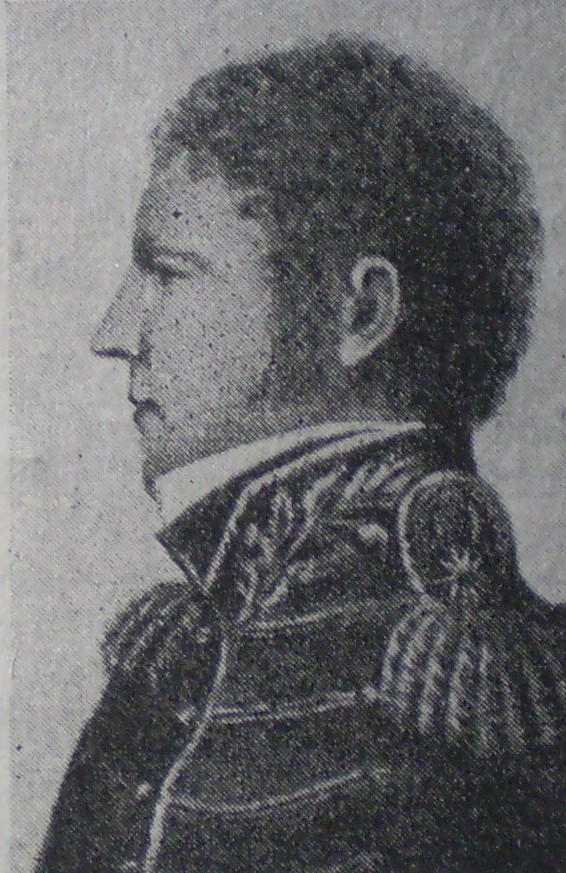
El general Manuel Pinto.

Tras la partida de Urquiza a inaugurar el Congreso Constituyente, los dirigentes de Buenos Aires se lanzaron a la revolución, que estalló el 11 de septiembre, y que depuso al reemplazante de Urquiza. A continuación, repudió el Acuerdo de San Nicolás y se negó a enviar representantes al Congreso Constituyente.
Provisionalmente, asumió el gobierno el general Manuel Pinto, y Urquiza no intentó imponer su poderío a Buenos Aires, mientras no fuera atacado.
Pero, a fines de octubre, fue elegido gobernador Valentín Alsina, un unitario ultraporteño y agresivo. Este lanzó un ataque a la provincia de Entre Ríos, mientras ordenaba al general José María Paz formar un ejército para invadir la provincia de Santa Fe. El ataque a Entre Ríos fracasó, pero el pretendido ejército invasor continuó formándose en el interior de la Provincia de Buenos Aires, más concretamente en el norte de la mencionada provincia. Para reunir tropas en el resto del interior de la provincia, fue comisionado el general José María Flores.

## Contrarrevolución y ataque a Buenos Aires

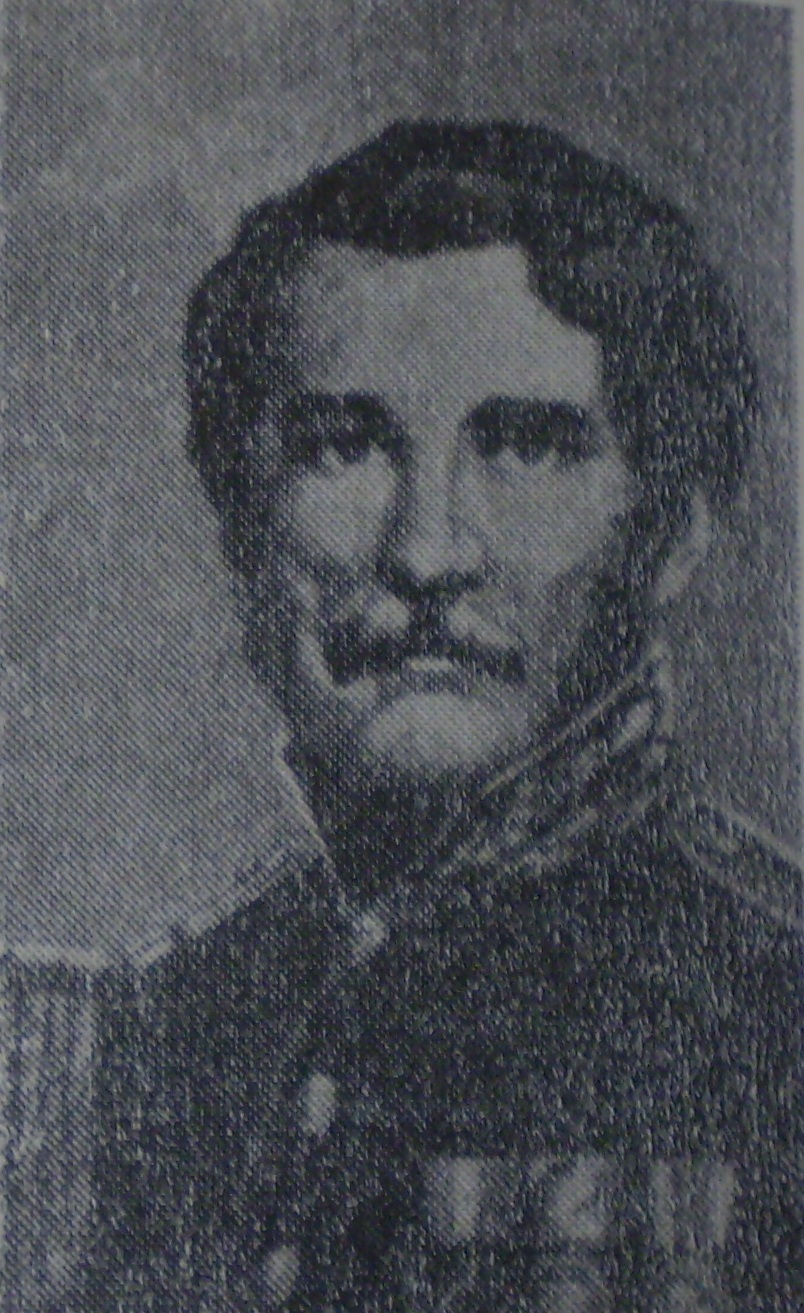
El general Hilario Lagos.

Una serie de desacuerdos entre los líderes de la revolución del 11 de septiembre llevó a la oposición a uno de los comandantes militares de la campaña, el coronel Hilario Lagos. Este se pronunció en la Guardia de Luján, actual Mercedes, el 1 de diciembre contra el gobierno provincial, apoyado por otros jefes de milicias de campaña, como el propio general Flores y los coroneles Ramón Bustos, Cayetano Laprida y Jerónimo Costa. Pronto fueron seguidos por las tropas de casi todo el interior de la provincia, que nunca habían abjurado del todo de su pasado de apoyo incondicional a Rosas.
Las principales reivindicaciones de los revolucionarios eran dos: la renuncia de Alsina y su reemplazo por el general Flores, la reincorporación a la Confederación y la participación de la provincia en el Congreso Constituyente.
A los pocos días, las tropas del interior atacaron la ciudad de Buenos Aires, y estuvieron cerca de controlarla. Pero la rápida reacción de sus defensores permitió evitar la toma de la capital. No obstante, las tropas urbanas no podían vencer a las tropas atacantes fuera de la ciudad, ya que la superioridad numérica y de caballería de las mismas era abrumadora.

## El sitio
Tras un segundo intento de tomar la ciudad, el 6 de diciembre, Lagos puso oficialmente sitio a la ciudad. Ese mismo día, el gobernador Alsina presentó su renuncia, y fue reemplazado por el general Pinto. Varios dirigentes que habían colaborado en la caída de Alsina, como Lorenzo Torres, reconocieron la autoridad de Pinto y colaboraron en la defensa de la ciudad. El mismo Torres asumió el ministerio de gobierno a fines de diciembre.
Tres semanas más tarde, Urquiza enviaba tropas en apoyo de Lagos, que de esa manera reforzaba el sitio, pero que no lograba vencer una resistencia que el general Paz iba organizando con cada vez mayor eficacia. Por otra parte, el gobierno de la ciudad envió a un prestigioso jefe de campaña, Pedro Rosas y Belgrano, con un escaso contingente de soldados, a reunir las tropas que permanecían leales en el interior de la provincia. Fueron completamente derrotadas en la batalla de San Gregorio, el 22 de enero, en parte debido a que la escuadra de Urquiza bloqueó también la ciudad de Buenos Aires por el Río de la Plata unos días antes de la batalla.
Durante varios meses, la ciudad de Buenos Aires permaneció sitiada y bloqueada, pero su superioridad financiera la mantenía a salvo de los daños económicos causados por el sitio. Por otro lado, si bien sus tropas no podían hacer una salida a enfrentar en campo abierto a las tropas de Lagos, eran muy superiores en infantería y artillería, y no era posible sacarlas de sus trincheras con pura caballería.

## La diplomacia
En varias oportunidades, Urquiza pretendió solucionar el conflicto por medio de negociaciones con el gobierno de Buenos Aires. El Congreso lo había autorizado expresamente para solucionarlo por los medios que creyera conveniente, pero el general no se sentía lo suficientemente fuerte en lo militar como para forzar la situación por medio de un asalto a la ciudad.
Durante las negociaciones hubo serios desacuerdos entre el general Lagos y los negociadores de la Confederación, ya que el primero sospechaba que se lo estaba dejando de lado, y que en las condiciones que se negociaban, sólo se tenían en cuenta los intereses de la Ciudad de Buenos Aires y de las provincias de la Confederación; pero no de la población de la campaña bonaerense y de la  de los fortines ubicados más allá del control efectivo de Buenos Aires, al sur del río Salado. Mientras Lagos se quejaba de esto a Urquiza, también los enviados de este se quejaban de que Lagos tomaba decisiones militares que complicaban sus posibilidades de negociar. Influenciado por sus embajadores, Urquiza estuvo a punto de ordenarles firmar un tratado que ignorara por completo los intereses de Lagos y sus hombres.
El resultado de la acción diplomática le daría la razón a Lagos: un acuerdo firmado el 9 de marzo entre el gobierno de Buenos Aires y el Congreso Constituyente, fijaba las condiciones de la paz entre el Estado de Buenos Aires y la Confederación, en condiciones que tanto Urquiza como Lagos consideraron desdorosas para la Confederación. En definitiva, el acuerdo fue rechazado y Urquiza reforzó su apoyo militar al sitio, incorporándose personalmente al mismo.
El 1 de mayo, el Congreso sancionó por fin la Constitución Nacional. El 9 de julio sería jurada por todas las provincias argentinas. En cierto modo, incluso por la de Buenos Aires: la comunicación oficial nunca fue enviada a la ciudad de Buenos Aires, sino al comandante militar y político del interior, general Lagos. Este reunió una legislatura elegida de apuro, que sancionó oficialmente la Constitución Nacional.
La legislatura de la ciudad no se dignó hacer comentario oficial alguno, y cuando Lagos pretendió enviar al gobernador el texto de la Constitución, el ministro Torres amenazó con hacer fusilar al mensajero que se presentara en la ciudad con el documento.

## Fracasa el sitio

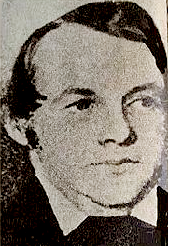
El comodoro John Halstead Coe, comandante de la escuadra de la Confederación Argentina, aceptó un suculento soborno para entregarla al Estado de Buenos Aires.

A fines de abril, el general Urquiza había aprovechado la venalidad de los comandantes navales porteños para comprar su defección de la causa de Buenos Aires, y tras la derrota de la escuadra porteña al mando del polaco Floriano Zurowski por la flota nacional comandada por Mariano Cordero en el combate de Martín García (1853), había podido cerrar por completo el bloqueo de Buenos Aires. Aunque los propios oficiales de la escuadra confederal, empezando por Coe, permitían pasar ciertos buques a cambio de jugosos sobornos, el bloqueo naval parecía aumentar la presión contra la ciudad sitiada.
La estrategia de Urquiza, de sobornar la flota porteña, le jugó en contra el 20 de junio: el comandante de la flota confederal, John Halstead Coe, se vendió por una enorme suma de dinero a los porteños, y les entregó casi toda la flota.
El fracaso del bloqueo causó un enorme efecto desánimo en las tropas sitiadoras. Y unos días después, el general Flores, que había abandonado el sitio, regresó al norte de la provincia y anunció que reconocía las autoridades de la ciudad; llevaba consigo una enorme suma de dinero, con la que compró buena parte de las tropas de Lagos. Buena parte del resto de las tropas federales desertaron y simplemente se marcharon a sus casas.
Para evitar que la deserción y la corrupción se extendieran a las fuerzas venidas de Entre Ríos, el 13 de julio, Urquiza abandonó el sitio de Buenos Aires, seguido del propio general Lagos y parte de sus tropas, y se embarcó hacia Paraná.
El sitio había fracasado.

## Consecuencias
Desde entonces, el Estado de Buenos Aires – que sancionaría una constitución en 1854 – se mantuvo separado del resto del país. Sus dirigentes oscilaron entre oficializar la independencia nacional del Estado y la pretensión de que ellos representaban a toda la Nación.
La Constitución Argentina eligió su primer presidente al general Urquiza, que gobernó hasta 1860 con cierta estabilidad política, pero enfrentando serios problemas económicos, y resignando muchas de las funciones de gobierno en los gobiernos provinciales.
Los líderes exiliados intentaron repetidamente invadir Buenos Aires, pero fracasaron otras tantas veces; hasta que el general Jerónimo Costa fue vencido y fusilado sin juicio, junto con todos sus oficiales, a principios de 1856.
Desde entonces reinó una relativa paz entre Buenos Aires y la Confederación. Paz que los porteños aprovecharon para aumentar su influencia en las provincias del interior, valiéndose de su indudable superioridad comercial y financiera debido a su puerto y aduana.
La batalla de Cepeda, de 1859, obligó a Buenos Aires a aceptar la Constitución Nacional, pero esta no fue una solución definitiva, ya que la inestabilidad propia del gobierno del sucesor de Urquiza, Santiago Derqui, y el avance de los amigos de Buenos Aires en varias provincias del interior llevaron a un nuevo enfrentamiento, en la batalla de Pavón. La victoria de los porteños en ésta causó la disolución del gobierno de la Confederación, y la asunción temporaria del poder nacional por parte del gobernador porteño Bartolomé Mitre. Durante este gobierno provisorio, las fuerzas de Mitre invadieron más de la mitad de las provincias del interior, y reemplazaron a sus gobiernos federales por otros unitarios.
Cuando Mitre asumió la presidencia de todo el país, en octubre de 1862, logró finalmente los objetivos que se habían propuesto él y los demás líderes de la revolución del 11 de septiembre de 1852: la organización constitucional del país bajo la preeminencia de los dirigentes, las ideas políticas y económicas, y los intereses de la Ciudad de Buenos Aires y toda su área inmediatamente cercana, dejando de lado incluso la voluntad y visión de la campaña bonaerense (la población rural y de los fortines alejados de la ciudad de Buenos Aires, situados en lo que hoy se denomina el "interior de la Provincia de Buenos Aires"). Esa población de campaña era en su gran mayoría simpatizantes de los federales y aliados de la Confederación Argentina, por lo cual habían apoyado a este Sitio de Buenos Aires, siguiendo al coronel Hilario Lagos y a los jefes militares Bustos, Laprida y Costa.